# Deutsche Handballmeisterschaft (Frauen) 1975
Für die Endrunde um die 18. deutsche Meisterschaft im Hallenhandball der Frauen hatten sich die Meister der fünf Regionalverbände Süd, Südwest, West, Nord und Berlin qualifiziert. Zunächst wurde ein Vorrundenspiel ausgetragen, dessen Sieger in das Halbfinale einzog. Die beiden Halbfinalsieger bestritten in Lüneburg (vor 1.200 Zuschauern in der ausverkauften Nordlandhalle) das Finale um die deutsche Meisterschaft. Deutscher Meister wurde TuS Eintracht Minden.

## Spielergebnisse

### Vorrunde
- TSV Rot-Weiß Auerbach – TSV GutsMuths Berlin 9:11

### Halbfinale
- SV Rot-Weiß Kiebitzreihe – FC Bayern München 9:11, 11:8
- TuS Eintracht Minden – TSV GutsMuths Berlin 10:10, 8:6

### Finale
- TuS Eintracht Minden – SV Rot-Weiß Kiebitzreihe 12:8 (4:5)